# Besar Nimani
Besar Nimani (12. července 1985 Kosovska Mitrovica – 9. března 2024 Bielefeld) byl německý, původem kosovo-albánský boxer. 
V roce 1997 se s rodiči přestěhoval do Bielefeldu. Byl mistrem Evropy v boxu, v kategorii lehké střední váhy. Prohrál jen jeden profesionální zápas. Byl ženatý měl tři děti. V roce 2013 byl postřelenen a 9. března 2024 byl zastřelen v centru Bielefeldu, poté co opustil kadeřníka.

## Kariéra
12. února 2011 po 58 vteřinách vyhrál svůj první profesionální zápas, když soupeři dal knockout. 15. října po 10 kolech vyhrál svůj první titulový zápas a 18. listopadu 2012 získal svůj první mezinárodní titul, když zvítězil nad Sandorem Micskou. 31. května 2014 získal titul IBF International, když vyhrál nad Mikem Mirandou. Následně 11. dubna 2015 prohrál souboj s Frankem Hortem ve 4. kole. Poslední zápas vyhrál 14. prosince 2019.